# إحقاقية
الشيخية الأسكوئية أو الإحقاقية أو الكشفية هم فئة من الشيعة الإثني عشريَّة ينتسبون لأحمد بن زين الدين الأحسائي، ولنسبتهم إليه يُعرفون بالشيخيَّة، وأما إطلاق لقب الأسكوئية أو الإحقاقية أو الكشفية فهو تمييزٌ لهم عن الشيخية الكرمانية إذ انقسم الشيخية بعد وفاة زعيمهم كاظم الرشتي إلى قسمين؛ فالقسم الذي اتبع كريم خان الكرماني عرفوا بالكرمانية أو الكريمخانية، والقسم الذين اتبعوا حسن گوهر الحائري عُرفوا بألقاب عديدة منها التبريزية أو الأذربيجانية نسبة إلى تبريز وعموم مناطق أذربيجان الإيرانيتين، ثمَّ أن لقب الأسكوئية عمَّهم بعد أن اتبعوا محمد باقر الأسكوئي، ثمَّ جاء بعده ابنه موسى الإحقاقي الذي ألَّف كتابه إحقاق الحق فُعرف به والتصق به وبذريته لقب الإحقاقي، ثمَّ صار لقب الإحقاقية يعمُّ هذه الفئة من الشيخية إذ انحصرت مرجعيتهم الدينية في عائلة الإحقاقي إلى يومنا هذا.

## تاريخ

### بعد وفاة الرشتي

#### موسى الإحقاقي (1279 هـ - 1364 هـ)

موسى الإحقاقي.

اتبع الإحقاقيون موسى الإحقاقي بعد وفاة والده، وقد اجتهد في فترة مرجعيته على الذبِّ عن الفئة التي ينتمي إليها، وألَّف في ذلك الكتب، فمنها كتابه البوارق باللغة الفارسيَّة، وكتابه الآخر إحقاق الحق بالعربيَّة اشتهر كثيراً وصار مرجعاً رئيسياً يُرجع إليه في البحث عن الشيخيَّة، وكتابه هذا في جملة من المباحث الكلاميَّة التي كانت محل الأخذ والرد بين الشيخيَّة وخصومهم، وبين الشيخية الإحقاقية والشيخية الكرمانية، وهي مباحث المعاد والمعراج ومباحث علم الإمام المعصوم وأوصافه وما شابه. وقد ولد الإحقاقي في كربلاء إذ جاءها والده من أسكو، وعاش فيها إلى أواخر عمره، فكانت المرجعيَّة الإحقاقيَّة تتركز هناك في كربلاء.

#### علي الإحقاقي (1305 هـ - 1386 هـ)
تصدَّى علي الإحقاقي للمرجعيَّة الدينيَّة وقيادة الفئة الشيخيَّة الإحقاقيَّة بعد وفاة والده، وقد ولد في العراق ونشأ وتعلَّم هناك ثمَّ سافر الأحساء والكويت إذ في هذين البلدين يتركَّز الوجود الإحقاقي، وسكن الأحساء سنوات عديدة، ثمَّ استقرَّ به المقام في الكويت، وصارت هي مركز المرجعيَّة الإحقاقيَّة. وقد بذل جهداً كأبيه وجدِّه في الدفاع عن الفئة التي ينتمي إليها فكتب كتابه عقيدة الشيعة في بيان عقائدهم إذ أراد في كتابه هذا إبراز أنَّهم لا يختلفون مع الشيعة الإثني عشريَّة في العقيدة، كما كتب رسالةً في ترجمة علي نقي الأحسائي، وانتقد فيها كتابات بعض المؤلِّفين كمحسن الأمين العاملي.

## العقائد
يؤكِّد مراجع الإحقاقيين في كتاباتهم ومقالاتهم على عدم اختلاف عقائدهم وعقائد شيخهم الأحسائي مع عقائد عموم الشيعة الإثني عشريَّة، ويقسِّم موسى الإحقاقي المعترضين على الأحسائي والشيخيَّة على عدَّة أقسام، فقال: «قسم اعتمدوا في ذلك فقط على الشهرة والقيل، ولم يأتوا ببرهان ولا دليل، وذلك هو الغالب. وقسم ما رأوا شيئاً من كتبه والتصنيفات، بل أرسلوا كفره إرسال المسلمات. وقسم كفرَّوه لتجاوزه بزعمهم في رتب المعصومين الأربعة عشر عليهم السلام عن النمط الأوسط، وكونه ممن قال بالتفويض وغلا وأفرط. وقسم نسب إليه إنكار المعاد الجسماني، وإنكار شق القمر أو المعراج الجسماني. وقسم أثبت عليه كل اعتقاد فاسد، واعترض على جميع كتبه واحداً بعد واحد. وقسم نسب غالب تصانيفه إلى الهجر والخراف، وتلفيق الألفاظ من غير معنى والتحكم والجزاف. وقسم أخذوه بجرم الجار، ونسبوا إليه عقائد المنتسبين إليه من الأغيار»، وقد كتب كتابه إحقاق الحق لردِّ إشكالات المعترضين على الأحسائي وعلى الشيخيَّة عارضاً أدلَّته على مدَّعاه من عدم اختلاف عقيدتهم عن عقيدة عموم الشيعة الإثني عشريَّة. وجاء بعده ابنه علي الإحقاقي ليكتب كتابه عقيدة الشيعة.

### الركن الرابع
يتَّفق الإحقاقيُّون مع بقيَّة الشيعة الإثني عشريَّة في تقسيم أصول الدين إلى خمسة أصول هي التوحيد والعدل والنبوة والإمامة والمعاد، وبذلك فهم يختلفون مع الكرمانيين - الشقِّ الآخر من الشيخيَّة - الذين ذهبوا إلى أن الدين قائمٌ على أربعة أركان، وهي معرفة الله، ومعرفة النبي، ومعرفة الإمام، والركن الرابع. وهذا التقسيم لأصول الدين وإضافة الركن الرابع إليه كان محل إنكار الإحقاقيين وبقيَّة الشيعة الإثني عشريَّة، والإحقاقيُّون ينكرون على الكرمانيين ذلك، ويدَّعون أن أحمد بن زين الدين الأحسائي وكاظم الرشتي بريئون من القول بالركن الرابع، وإنَّما جاء بالقول بالركن الرابع كريم خان الكرماني ومن تابعه.
وقد يُعبَّر عن الركن الرابع دعوى وحدة الناطق كموسى الإحقاقي الذي عبَّر عن الركن الرابع بدعوى وحدة الناطق، وقال في توضيح المراد منها: «المراد بها عند من قال بها لزوم وجود رجل واحد ناطق غير إمام الزمان في كل عصرٍ وأوان» ثمَّ قال «وننزه ساحة الشيخ الأوحد الأحسائي والسيد الأمجد الرشتي وسائر تلاميذه ومن شرب مشربه عن رائحة هذا الاعتقاد الفاسد والمذهب الكاسد».